# エリダノス川

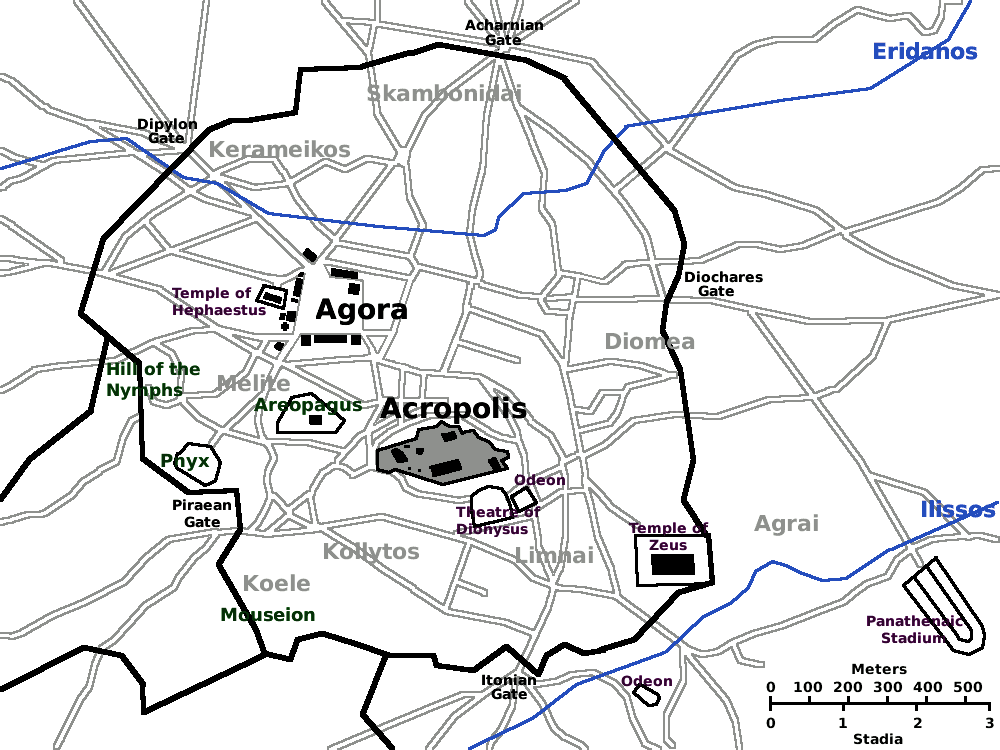
エリダノス川の位置

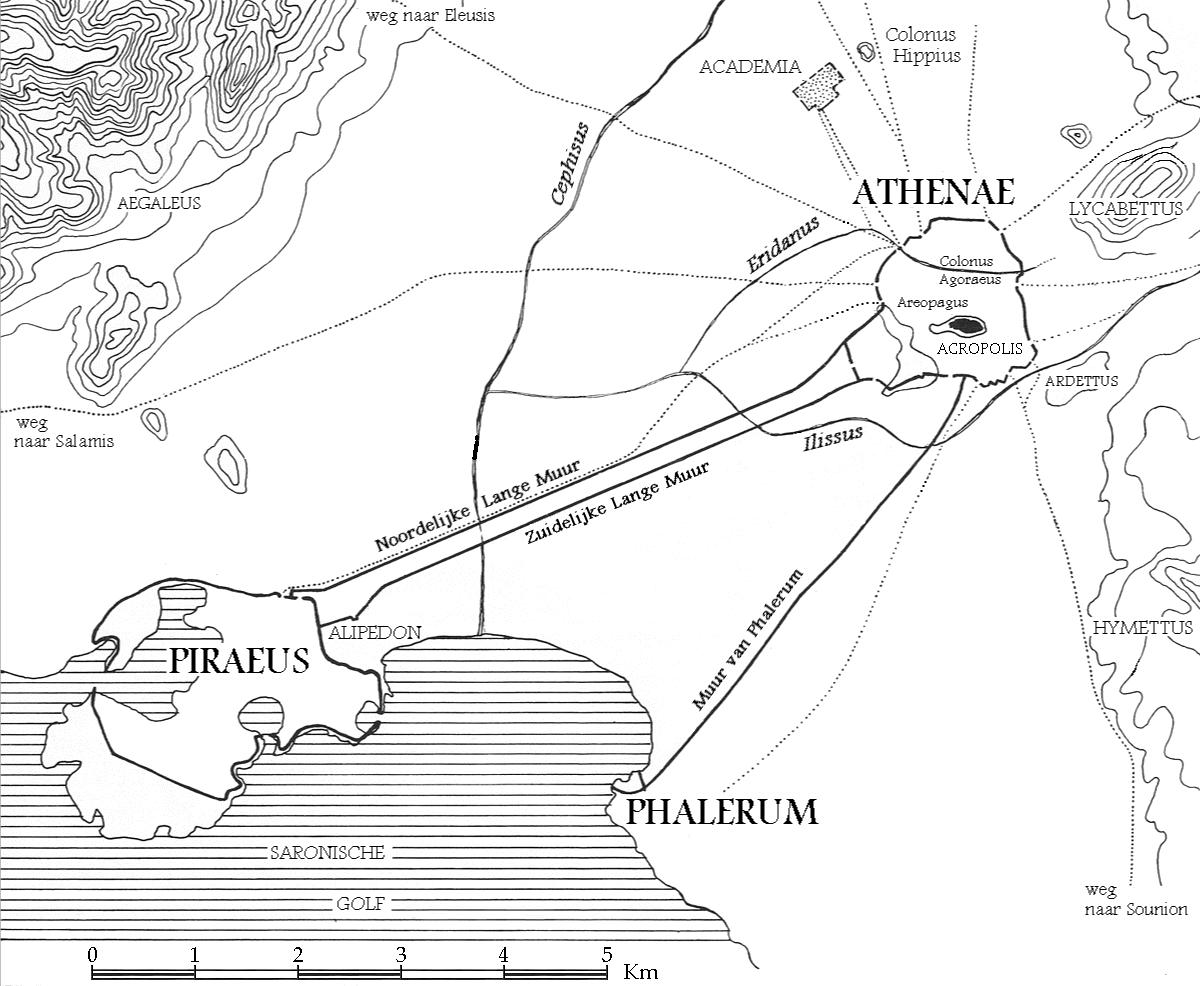
古代の川の流れ。図のように南方を流れるイリソス川に合流する。

エリダノス川（エーリダノス川、希: Ἠριδανός, Ēridanos）とは、ギリシャのアテネの北方を横切るように流れている小川であり、イリソス川の支流。名前は神話のエーリダノスに由来する。
アテネの北東にあるリカヴィトスの丘に端を発し、アゴラやケラメイコス区へと流れて西方に抜け、その後南方へと流れを変えて、イリソス川へと合流する。
プラトンの後期作品『クリティアス』では、作中で語られる伝説の大昔のアテナイの、アクロポリスの北側境界が、エリダノス川にまで及んでいたと言及される（112A）。
古代から季節性の氾濫を制御するために石造の排水路が形成されたり、レンガで暗渠化されたりしてきた。1990年代からのアテネ地下鉄の工事で再発掘され、2007年にモナスティラキ駅で発掘された水路は、駅構内で保存・公開されている。